# Wang Lijun
Wang Lijun, född 26 december 1959 i Arxan, Inre Mongoliet, är ett regionalt kinesiskt polisbefäl som är intimt förknippad med den kinesiske politikern Bo Xilais uppgång och fall i den kinesiska politiken.
Wang är etnisk mongol och föddes i Inre Mongoliet. Wang inledde sin karriär i polisväsendet i Liaoning på 1980-talet och lärde känna politikern Bo Xilai när han var polischef i Tieling 1995-2000. Wang började arbeta för Bo Xilai när han blev guvernör i Liaoning 2001 och Wang följde med honom till Chongqing när han blev partichef i staden 2007.
I Chongqing blev Wang vice borgmästare och polischef och gjorde sig känd för sina hårda metoder för att slå ned mot brottslingar och politiska motståndare till Bo Xilai. Han spelade en framträdande roll i rättsprocesserna mot 1 544 misstänkta medlemmar av olika kriminella nätverk mellan oktober 2009 och juli 2010.
I februari 2012 avsatte Bo sin polischef Wang Lijun från sin post och denne flydde ett par dagar senare till USA:s generalkonsulat i Chengdu, där Wang stannade i 30 timmar innan han överlämnade sig till kinesiska myndigheter. Wangs motiv för flykten var inledningsvis oklara, men det framgick senare att Wang fruktade för sitt liv och att han överlämnat bevis för att Gu Kailai mördat den brittiske affärsmannen Neil Heywood i november 2011 efter en konflikt om affärstransaktioner. Incidenten utlöste en maktkamp inom KKP:s ledning och i mars-april 2012 avsattes Bo från sina poster som partisekreterare i Chongqing och ledamot i politbyrån på grund "brott mot partiets disciplin".
I september 2012 blev Wang ställd inför rätta för sitt avhopp, maktmissbruk och för att tagit emot mutor. Dessutom beskylldes han för att ha försökt skydda Bo Xilai från anklagelser om maktmissbruk. Rättegången skedde inleddes den 17 september i Chengdu och tog två dagar, varefter Wang dömdes till 15 års fängelse.